# سینکلر نایت مرز
سینکلر نایت مرز (انگلیسی: Sinclair Knight Merz) شرکت مهندسی استرالیایی است، که در سال ۱۹۶۴ تأسیس شد.